# Диди Џеј
Дијана Роквић (рођ. Јанковић; Београд, 22. јул 1988), познатија као Диди Џеј (Didi J), српска је поп певачица.

## Приватни живот
Рођена је 22. јула 1988. године у Београду. Отац Славко је шумарски инжењер, а мајка Владана је геолошки инжењер.
Дијана је сестра од стрица тенисерке Јелене Јанковић.
У септембру 2013. године се удала за предузетника Даниела Роквића. Почетком јула 2021. године је добила ћерку, Дајану.
Завршила је Универзитет Мегатренд. Изјавила је да је на позицији финансијског директора у фирми свог супруга DSTV Multimedia d.o.o.. Такође је оснивач и власник естетског центра DJ Beauty.

## Каријера
На фестивалу забавне музике Бања 2010 у Врњачкој бањи, јула 2010. године, Јанковићева је освојила прву награду песмом "Јака", коју је компоновао Саша Милошевић Маре. За песму је затим објавила и музички спот у којем се појавио водитељ Владимир Станојевић. Пре него што је постала позната јавности се као народна певачица појавила у епизоди ријалити-серијала Немогућа мисија са Зорицом Марковић и Лепом Лукић. Лепа је тада изјавила да је Диди њена наследница. 
Јанковићева је објавила неколико песама на српском језику заједно са пропратним музичким спотовима, као што су "Живело море" (2013) и "Балерина" (2014), на којима је сарађивала са композиторима и текстописцима попут Марине Туцаковић, Дамира Хандановића, Леонтине Вукомановић и Владимира Граића Граје.
У оквиру своје модне линије Ди-џеј је одржала три модне ревије: East Journey (2014), Digital Princess (2015) и Hollywood High (2016) за београдски Fashion Selection.
Под псеудонимом Диди Џеј је у јануару 2017. године објавила дует "Say No More" са јамајчанско-америчким репером Шегијем. Након тога је одржала америчку турнеју наступајући по геј баровима на вечерима "отвореног микрофона". Током следећих година је наставила да објављује песме на енглеском језику за америчко тржиште, као што су "Sorry" (2019), "Mr Benji" (2020) и "Flashing Lights" (2021), али без икаквог успеха. У децембру 2021. године је издала свој албум првенац, под називом Cover Girl, на којем се, између осталих шест песама, нашла и колаборација са аустралијско-америчком реперком Иги Азејлијом,. 
Са више од четири милиона пратилаца на Инстаграму, Јанковићеву су медији у више наврата оптуживали за куповину пратилаца на друштвеним мрежама.
Дана 8. јуна 2025. наступа као један од главних извођача на концерту у Лос Анђелесу за месец поноса.

## Дискографија
Студијски албуми
- (2021)

Синглови и остале песме
- "Јака" (2010)
- "" (2011)
- "И опет тебе волим" (2012)
- "Максимално мој" (2013)
- "Живело море" (2013)
- "Лак мушкарац" (2014)
- "Живело море" (2014)
- "Балерина" (2014); у сарадњи са Геом Да Силвом и Џеком Мацонијем (такође и у верзији на енглеском - "")
- " (2014); у сарадњи са Лумија Брадерсима
- "Хиљаду сто" (2015)
- "Илузија" (2015); у сарадњи са Геом Да Силвом (такође и у верзији на енглеском - "")
- "" (2017); у сарадњи са Шегијем
- "" (2019)
- "" (2020)
- "" (2021); у сарадњи са Ло Дејвисом и Андреом Драмондом
- "" (2021); у сарадњи са Иги Азејлијом и Азијом
- "I Like It" (2025)

## Видеографија
| Спот              | Година     | Режисер                  |
| ----------------- | ---------- | ------------------------ |
| Јака              | 2010       |                          |
| И опет тебе волим | 2012       | Бојан Станић             |
| Максимално мој    | 2013       |                          |
| Живело море       | 2013       | Бојан Станић             |
| Лак мушкарац      | 2014       | Петар Пашић              |
| Балерина          | 2014       | Lady Gaga                |
| Хиљаду сто        | 2015       |                          |
| Илузија           | 2015       |                          |
| Love in the Air   | 2016       |                          |
| Say No More       | 2017       | Gil Green,Michael Garcia |
| Sorry             | 2019       | Slick Two Three          |
| Move              | Unreleased |                          |
| Mr Benji          | 2020       |                          |
| Flashing lights   | 2021       | Еиф Ривера               |